# 蔡玉明
蔡玉明（1853年—1910年），名诒诃，字玉明，福建晉江人，清末武術家，被誉为“五祖拳祖师”。

## 生平
生於咸豐癸丑年（1853年）農曆十二月三十日。自幼習武，18歲時已學習過太祖拳、羅漢拳、達摩拳、猴拳等拳術，亦曾遊學各地二十多年，約29歲時才返鄉。據傳他曾被泉州知府衙門聘請為武術教頭。
其門徒有林九如、翁朝言、魏南山、尤祝三、陈京铭、杨捷玉、沈扬德等人。
於宣統庚戌年（1910年）農曆正月初九日去世，享年57歲。

## 著作
在光緒年間，蔡玉明編寫了《松筠玉記》，共36卷，其中包含五祖拳拳譜、武術理論、醫理等內容。在抗日戰爭期間，該書因被日軍焚毀而失傳。

## 相關考證
學者翁信辉、文木認為「蔡玉明是五祖拳的创始人」，而非傳說中的少林五祖。杜德全和周盟渊在《五祖拳文化研究》中也認為「五祖拳是由蔡玉明所創所傳是可靠、可信、合理和具有支撐的說法」。